# دورة فرنسا المفتوحة 1988
قائمة بطولات دورة رولان غاروس لعام 1988:

## الكبار

### فردي رجال
ماتس ويلندر هزم  هنري ليكونت، النتيجة:7-5, 6-2, 6-1

### فردي سيدات
شتيفي غراف هزمت  ناتايلا زفريفا، النتيجة:6-0, 6-0

كانت هذه أكثر مباراة تم السيطرة عليها من قبل جانب واحد في تاريخ البطولات الكبرى; غراف فازت المباراة في 32 دقيقة فقط

### زوجي رجال
أندريس جوميز و إيميلو سانشيز هزما  جون فيتزجيرالد و أندرياس جارايد، النتيجة:6-3, 6-7, 6-4, 6-3

### زوجي سيدات
مارتينا نافراتيلوفا و بام شرايفر هزمتا  كلاوديا كودي كيلاش و هيلينا سوكوفا، النتيجة:6-2, 7-5

### زوجي مختلط
لوري ماكنايل و جورج لوزونو هزما  بريندا شولتز و مايكل شابرز، النتيجة:7-5, 6-2

## الشباب

### فردي أولاد
نيكولاس بيريرا هزم  ماغنوس لارسن، النتيجة:7-6, 6-3

### فردي بنات
جولي هالارد هزمت  أندريه فارلي، النتيجة:6-2, 4-6, 7-5

### زوجي أولاد
جيسون ستالبيرغ و تود وودبريدج

### زوجي بنات
أليكسا ديشامو و إيمانويل ديرلي